# Фитцингер, Леопольд
Леопольд Йозеф Франц Иоганн Фитцингер (нем. Leopold Joseph Franz Johann Fitzinger; 1802—1884) — австрийский зоолог, герпетолог.
Член Венской Императорской академии наук (1848).

## Биография
В 14 лет он стал сперва учеником аптекаря, а затем начал изучение ботаники в университете Вены у Николауса Йозефа фон Жакена. Он бросил учёбу в 1817 году, чтобы в 15 лет в качестве добровольного стажёра в Венском музее естествознания под руководством Карла Франца Антона фон Шрайберса принять осиротевшую коллекцию рептилий и рыб. Так как в императорском Кабинете естествознания не имелось штатной должности, Фитцингер был принят в 1821 году на место секретаря в представительстве от земли Нижняя Австрия, время от времени покидая пост, чтобы продолжить заботиться о музейной коллекции.
Лишь в 1844 году Фитцингер был приглашён в качестве руководителя коллекции рептилий и млекопитающих. В 1861 году он подал в отставку, а в 1863 году стал директором построенного в Мюнхене в Английском саду зоопарка. В Будапеште он также устроил новый зоопарк, однако не присутствовал на его открытии. В 1873 году он вернулся в Хитцинг, где скончался в 1884 году.

## Теория и труды
Под влиянием натурфилософских взглядов своих коллег Лоренца Окена, Иоганна Баптиста фон Спикса и Иоганна Якоба Каупа Фитцингер был убеждён, что разнообразие живых организмов соответствует заданному, неизменному порядку. Следовательно, в классификации животного царства должны обязательно найтись числа 3 и 5. Он выбрал только таксономические сочетания, которые соответствовали этой схеме и отклонил теорию эволюции Чарльза Дарвина.
Фитцингер разработал широкий спектр тем в области зоологии.
Одну из своих наиболее важных работ, Фитцингер опубликовал в 1826 году. Она называлась «Новая классификация рептилий по их природному родству» (нем. Neue Classification der Reptilien nach ihrer natürlichen Verwandtschaft) и частично основывалась на трудах его друзей Фридриха Вильгельма Гемприха и Генриха Бойе. После многочисленных поездок по стране, он написал в 1832 году «Список млекопитающих, рептилий и рыб, обитающих в эрцгерцогстве Австрия» (нем. Verzeichnis der im Erzherzogthum Österreich vorkommenden Säugethiere, Reptilien und Fische).
Научное значение в то время имел его «Проект систематизации черепах, в соответствии с принципами естественных методов» 1835 года (нем. Entwurf einer systematischen Anordnung der Schildkröten, nach den Grundsätzen der natürlichen Methode).
В 1843 году появилась следующая главная работа «Система рептилий» (лат. Systema Reptilium). В 1850 году вышла важная статья «О Европейском протее» (нем. Über den Proteus anguinus), а в 1861 году — отчёт «Добыча австрийских натуралистов в области млекопитающих и рептилий в ходе кругосветного плавания фрегата Его Величества „Новара“» (нем. Die Ausbeute der österreichischen Naturforscher an Säugethieren und Reptilien während der Weltumseglung Sr. Majestät Fregatte Novara).
В 1876 году он написал естественно-исторический труд «Собака и её породы. История одомашнивания, формы, породы и гибриды» (нем. Der Hund und seine Racen. Naturgeschichte des zahmen Hundes, seiner Formen, Racen und Kreuzungen).
Многие описанные им роды и виды животных и сегодня по-прежнему актуальны.

## Почести
В знак признания своих научных работ Леопольд Фитцингер был удостоен почетной докторской степени университета Кёнигсберга (1833) и Университета Галле (1834).
Академии в Неаполе, Филадельфии и многочисленные ассоциации учёных избрали его почётным членом.